# Moreira (Familienname)
Moreira ist ein portugiesischer Familienname.

## Namensträger
- Adriano Moreira (1922–2022), portugiesischer Politiker, Hochschullehrer und Jurist
- Airto Moreira (* 1941), brasilianischer Jazzmusiker
- Alberto Moreira (* 1962), brasilianischer Elektroingenieur, Wissenschaftler und Erfinder
- Alberto Moreira Gouvea (1998), brasilianischer Fußballspieler
- Almami Moreira (* 1978), portugiesischer Fußballspieler
- Ana Moreira (Anabela Moreira; * 1980), portugiesische Schauspielerin
- Anabela Moreira (Schauspielerin, 1976), portugiesische Schauspielerin
- André Moreira (Radsportler) (* 1982), portugiesischer Radrennfahrer
- André Moreira (Fußballspieler) (* 1995), portugiesischer Fußballspieler
- André Luiz Moreira (* 1974), brasilianischer Fußballspieler
- Andrés Gabriel Ferrada Moreira (* 1969), chilenischer Geistlicher, Kurienerzbischof der römisch-katholischen Kirche
- Antónia Moreira de Fátima (* 1982), angolanische Judoka
- António Montes Moreira (* 1935), portugiesischer Geistlicher, Bischof von Bragança-Miranda
- Aymoré Moreira (1912–1998), brasilianischer Fußballspieler und -trainer
- Bernardo Moreira (* 1965), portugiesischer Jazzmusiker
- Bruno Moreira (* 1987), portugiesischer Fußballspieler
- Carlos Moreira Reisch, uruguayischer Rechtsanwalt und Politiker
- Carlos Alberto de Pinho Moreira Azevedo (* 1953), portugiesischer römisch-katholischer Bischof
- Carlos Gustavo Moreira (* 1973), brasilianischer Mathematiker
- César Vital Moreira, osttimoresischer Politiker
- Clésio Moreira dos Santos (* 1958), brasilianischer Fußballschiedsrichter
- Delfim Moreira (Leichtathlet) (* 1955), portugiesischer Marathonläufer
- Delfim Moreira da Costa Ribeiro (1868–1920), brasilianischer Politiker, Präsident Brasiliens 1918/1919
- Diego Moreira (* 2004), portugiesisch-belgischer Fußballspieler
- Diogo Moreira (* 2004), brasilianischer Motorradrennfahrer
- Douglas Mendes Moreira (* 2004), brasilianischer Fußballspieler
- Douglas Moreira Fagundes (* 1996), brasilianischer Fußballspieler, siehe Dodi (Fußballspieler)
- Edgardo Moreira (* 1952), argentinischer Schauspieler
- Enderson Moreira (* 1971), brasilianischer Fußballtrainer
- Eric da Silva Moreira (* 2006), deutsch-portugiesischer Fußballspieler
- Facundo Moreira (* 1989), uruguayischer Fußballspieler
- Fatima Moreira de Melo (* 1978), niederländische Hockey- und Pokerspielerin
- Federico Moreira (* 1961), uruguayischer Bahn- und Straßenradrennfahrer
- Felipe Moreira (* 1988), brasilianischer Fußballspieler
- Fernando Ernesto Espinoza Moreira (1949–2023), chilenischer Fußballspieler, siehe Fernando Espinoza
- Francisco Moreira (1915–1991), portugiesischer Fußballspieler
- Francisco Inácio de Carvalho Moreira (1815–1906), brasilianischer Diplomat
- Gil Antônio Moreira (* 1950), brasilianischer Priester, Erzbischof von Juiz de Fora
- Guilherme Rodrigues Moreira (Moreira; * 1987), brasilianischer Fußballspieler
- Humberto Moreira Valdés (* 1966), mexikanischer Politiker; Gouverneur des Bundesstaates Coahuila und Präsident der Partido Revolucionario Institucional (PRI)
- Inácio Moreira, Politiker aus Osttimor
- Jairo Moreira (* 1995), uruguayischer Leichtathlet
- Jean Raphael Vanderlei Moreira (* 1986), brasilianischer Fußballspieler
- Joacine Katar Moreira (* 1982), portugiesische Politikerin aus Guinea Bissau
- João d’Avila Moreira Lima (1919–2011), brasilianischer Geistlicher, Weihbischof in São Sebastião do Rio de Janeiro
- José Moreira (Fußballspieler, 1958) (José Hermes Moreira; * 1958), uruguayischer Fußballspieler
- José Moreira (Leichtathlet) (* 1980), portugiesischer Langstreckenläufer
- José Moreira (Fußballspieler, 1982) (José Filipe da Silva Moreira; * 1982), portugiesischer Fußballspieler
- José Moreira Bastos Neto (1953–2014), brasilianischer Geistlicher, Bischof von Três Lagoas
- José Moreira de Melo (* 1941), brasilianischer Geistlicher, Altbischof von Itapeva
- José Moreira da Silva (* 1953), brasilianischer Geistlicher, Bischof von Porto Nacional
- José Carlos Moreira (* 1983), brasilianischer Sprinter
- José Francisco Moreira dos Santos (1928–2023), portugiesischer Geistlicher, Bischof von Meru
- Joseph Moreira (1934–1991), französischer Fußballtorwart
- Juan Moreira († 1874), argentinischer Bandit und Gaucho
- Juliano Moreira (1872–1933), brasilianischer Psychiater
- Júlio Moreira (1929–2024), portugiesischer Schriftsteller
- Júlio César Gomes Moreira (* 1972), brasilianischer römisch-katholischer Geistlicher, Weihbischof in Belo Horizonte
- Júlio Gonçalves Moreira (1854–1911), portugiesischer Romanist und Lusitanist
- Kimberly Moreira (* 1986), costa-ricanische Fußballschiedsrichterassistentin
- Komi Moreira (* 1968), Radrennfahrer aus Togo
- Laura Moreira (* 2000), kubanische Sprinterin
- Leila Moreira (* 1988), brasilianische Fußballschiedsrichterassistentin
- Leonardo Moreira (* 1986), japanischer Fußballspieler
- Leonardo Moreira Morais (* 1991), brasilianischer Fußballspieler
- Leonel Moreira (* 1990), costa-ricanischer Fußballspieler
- Lucas Moreira Neves OP (1925–2002), italienischer römisch-katholischer Kardinal
- Marcelo Pereira Moreira (* 1974), brasilianischer Fußballspieler
- Mauricio Moreira (* 1995), uruguayischer Radrennfahrer
- Maximiliano Moreira (* 1994), uruguayischer Fußballspieler
- Odilon Guimarães Moreira (* 1939), brasilianischer Geistlicher, römisch-katholischer Bischof
- Pedro Moreira (* 1969), portugiesischer Jazzmusiker
- Pedro Moreira (Fußballspieler, Januar 1983) (* 1983), kapverdischer Fußballspieler
- Pedro Moreira (Fußballspieler, Oktober 1983) (* 1983), portugiesischer Fußballspieler
- Pedro Moreira (Fußballspieler, 1989) (* 1989), portugiesischer Fußballspieler
- Pedro Bispo Moreira Júnior (* 1987), brasilianischer Fußballspieler
- Régis de Sá Moreira (* 1973), französischer Schriftsteller
- Ricardo Moreira (* 1982), portugiesischer Handballspieler
- Roberto Moreira (* 1965), brasilianischer Beachvolleyballspieler
- Roberto de Assis Moreira (* 1971), brasilianischer Fußballspieler, siehe Roberto Assis
- Ronaldo de Assis Moreira (* 1980), brasilianischer Fußballspieler, siehe Ronaldinho
- Ronald Moreira (* 1935), brasilianischer Tennisspieler
- Sara Moreira (* 1985), portugiesische Leichtathletin
- Steven Moreira (* 1994), französischer Fußballspieler
- Tiago Moreira de Sá (* 1971), portugiesischer Hochschuldozent, Politikwissenschaftler und Politiker (Chega), MdEP
- Tomás Moreira (* 2005), portugiesisch-luxemburgischer Fußballspieler, siehe João Tomás de Sousa Moreira Cruz
- Valter Pecly Moreira (* 1948), brasilianischer Diplomat
- Victor Moreira, andorranischer Fußballspieler
- Vital Moreira (* 1944), portugiesischer Jurist, Hochschullehrer und Politiker, MdEP
- Walisson Moreira Farias Maia (* 1991), brasilianischer Fußballspieler, siehe Walisson Maia
- Yefferson Moreira (* 1991), uruguayischer Fußballspieler
- Zezé Moreira (1907–1998), brasilianischer Fußballspieler und -trainer